# Puccinia mesomajalis
Puccinia mesomajalis är en svampart som beskrevs av Berk. & M.A. Curtis 1873. Puccinia mesomajalis ingår i släktet Puccinia och familjen Pucciniaceae.   Inga underarter finns listade i Catalogue of Life.